# 이시카와 다카유키
이시카와 다카유키(石川 貴之, いしかわ たかゆき, 1975년 6월 4일~)은 코나미 소속의 작곡가다.

## 개요
dj TAKA라는 명의를 주로 사용하며, 이는 dj nagureo와 5키 비트매니아에 대한 리스펙트의 의미이다.
비마니 시리즈의 음악과 사운드를 전부 프로듀싱하는 사운드 프로듀서이다. 학창 시절에 dj nagureo의 권유를 받아 beatmania IIDX 초기부터 참가. 코나미 스쿨의 1기생이며, 졸업까지 최단 기록을 가지고 있다.
하우스, 트랜스 음악을 중심으로 팝, 해피 코어, 바로크, 믹스튠 등 폭넓게 작곡하는 성향이 있다.
제작한 게임의 공식 사이트나 이벤트에서 주로 dj TAKA, 또는 TAKA라고 자신을 지칭한다.
아마추어 밴드를 했던 경험이 있으며, 해산 때문에 혼자서 작곡하지 않으며 안되게 된 걸 계기로 작곡을 시작했다. 현재 비트 락을 주체로 하는 밴드 colors를 결성했으며 이 밴드를 통해서도 악곡을 제공하고 있다
2006년에 비마니 작곡가들이 주축이 되어 결성된 beatnation Records의 수장이 된다.
를 발매. 수많은 악곡을 제작하고 있었음에도 불구하고, 첫 앨범을 발매했다.
2010년, 본인의 블로그와 AOU 특설 스테이지에서 Dance Dance Revolution의 사운드 프로듀서로 취임했다고 발표했다.

## 앨범
- 2007년 6월 29일 - 「milestone」
- 2013년 12월 25일 -「True Blue...」